# Lagarotis erythrocerops
Lagarotis erythrocerops là một loài tò vò trong họ Ichneumonidae.